# Magdalena Álvarez Arza
Magdalena Álvarez Arza (San Fernando, Andalusia, 1952), és una política i professora universitària andalusa que fou ministra de Foment en els governs de José Luis Rodríguez Zapatero.

## Biografia
Va néixer el 1952 a la ciutat de San Fernando, població situada a la província de Cadis. Va estudiar ciències econòmiques i empresarials a la Universitat Complutense de Madrid, on es va llicenciar el 1975.

## Inspectora de Finances
L'any 1979 va accedir per oposició al Cos d'Inspectors de Finances de l'Estat i des de llavors ha estat lligada laboralment a l'Administració Tributària. Des d'aquell moment ha estat inspectora cap de la Delegació d'Hisenda de Màlaga (1987-1989), directora general d'Incentius Econòmics Regionals (1989-1993) i directora del Departament d'Inspecció Financera i Tributària de l'Agència Estatal d'Administració Tributària, càrrec del qual es troba en excedència.
Interessada en la docència, al llarg de la seva carrera ha estat professora d'Economia a la Universitat Nacional d'Educació a Distància (UNED) (1977-1990), a l'Escola de Pràctiques Jurídiques de Màlaga (1981-1989), i a l'Institut d'Estudis Fiscals (1981-1989).

## Activitat política
Afiliada al Partit Socialista Obrer Espanyol (PSOE), Álvarez ha estat diputada autonòmica andalusa per Màlaga fins que a l'agost de 1994 va ser nomenada Consellera d'Economia i Hisenda de la Junta d'Andalusia i es va incorporar com independent al segon Gabinet del president andalús, Manuel Chaves González. Durant aquesta etapa va ser un dels membres de l'Executiu regional més perjudicats per la situació política andalusa, ja que cap dels dos pressupostos de la Junta que va elaborar el seu departament va ser aprovat pel parlament. L'any 1996, després de les eleccions autonòmiques, va ser confirmada per Chaves en el seu càrrec, des del qual va treballar especialment en el pagament del deute històric a Andalusia i el finançament autonòmic, repetint càrrec en les eleccions de l'any 2000 i abandonant la Junta el 2004.
En les últimes eleccions generals del 14 de març de 2004 va encapçalar la candidatura socialista al Congrés per la circumscripció de Màlaga, al mateix temps que va formar part del "Comitè de Notables", format per José Luis Rodríguez Zapatero perquè el recolzessin en la seva candidatura a la Presidència del Govern. En la formació del govern del nou president Álvarez fou nomenada ministra de Foment.
La seva responsabilitat en la fallida de la xarxa de Rodalies Barcelona de Renfe, especialment al llarg de l'any 2007, li ha valgut la reprovació i fins i tot la reclamació de destitució o dimissió per part del Parlament de Catalunya i del Senat espanyol, essent la primera ministra espanyola en ser reprovada per aquest.
El 7 d'abril de 2009 José Luis Rodríguez Zapatero anuncià una remodelació en el seu govern que provocà la destitució de Magdalena Álvarez com a Ministra en substitució de José Blanco López.
El juny de 2009 va ingressar com diputada al Parlament Europeu. El juny de 2010 fou nomenada vicepresidenta del Banc Europeu d'Inversions.

## Acusacions de corrupció
El 2013 Magdalena Álvarez va ser citada a declarar en dues ocasions com a imputada pel cas dels ERO d'Andalusia per presumptes delictes de prevaricació i malversació. El març de 2014 la jutgessa va demanar una fiança de gairebé trenta milions d'euros per a Magdalena Álvarez Arza.